# وزارة طاهر يحيى الثالثة

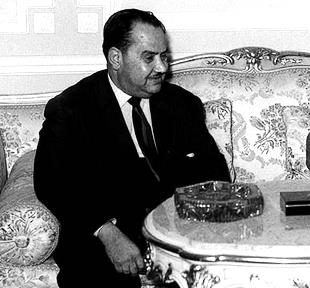
طاهر يحيى، بتاريخ 24 تموز 1965

تشكلت وزارة طاهر يحيى الثالثة بعدما قدم طاهر يحيى استقالته في 10 تشرين الثاني 1964، فكلفه عبد السلام عارف بتشكيل الحكومة مرة أخرى.
وزارات طاهر يحيى الأولى والثانية والثالثة هي الفترة التي استمر فيها طاهر يحيى في منصب رئاسة الوزارة للفترة من 18 تشرين الثاني 1963 إلى 3 أيلول 1965، أما وزارة طاهر يحيى الرابعة تشكلت لاحقا عام 1967 إلى 1968.

## التشكيلة الوزارية
كانت التشكيلة الوزارية كما يلي:
- رئيس الوزراء: طاهر يحيى
- وزير الدفاع: محسن حسين الحبيب
- وزير الداخلية: صبحي عبد الحميد
- وزير الثقافة والإرشاد: عبد الكريم فرحان
- وزير الخارجية: ناجي طالب
- وزير المواصلات: عبد المجيد سعيد
- وزير الصحة: شامل السامرائي
- وزير العدل: عبد الستار علي الحسين
- وزير الشؤون البلدية والقروية: فؤاد الركابي
- وزير الزراعة: عبد الهادي الراوي
- وزير الصناعة: أديب الجادر
- وزير الإصلاح الزراعي: عبد الصاحب العلوان
- وزير النفط: عبد العزيز الوتاري
- وزير التربية: شكري صالح زكي
- وزير المالية: محمد جواد العبوسي
- وزير والأشغال والإسكان: عبد الفتاح الآلوسي
- وزير الاقتصاد: عبد العزيز الحافظ
- وزير العمل والشؤون الاجتماعية: عبد الكريم هاني
- وزير التخطيط: عبد الحسن زلزلة
- وزير الدولة لشؤون الوحدة: عبد الرزاق محيي الدين
- وزير الأوقاف: مصلح النقشبندي
- وزير الدولة: مسعود محمد

## التعديلات الوزارية
انقطع وزير الدولة مسعود محمد عن ممارسه مهامه الوزارية منذ 15 أيار 1965، فأعفي من منصبه.
كما استقال وزير الثقافة والإرشاد عبد الكريم فرحان في 23 حزيران 1965، فأوكل إلى وزير الصحة شامل السامرائي شغل المنصب في 29 حزيران 1965، ثم تقدم وزير الداخلية صبحي عبد الحميد باستقالته في 30 حزيران 1965.
ثم استقال وزير الصناعة أديب الجادر ووزير الاقتصاد عبد العزيز الحافظ ووزير الشؤون البلدية والقروية فؤاد الركابي، كما أقيل وزير العدل عبد الستار علي الحسين.
فعين في 11 تموز 1965 بدلا منهم 6 وزراء، وكانوا كما يلي:
- وزير الداخلية: عبد اللطيف الدراجي
- وزير الثقافة والإرشاد: عبد الرحمن محمد خالد القيسي
- وزير الصناعة: جميل عيسى الملائكة
- وزير الاقتصاد: كاظم عبد الحميد المهيدي
- وزير الشؤون البلدية والقروية: أحمد هادي الحبوبي
- وزير التربية: خضر عبد الغفور

كما أقيل وزير العدل عبد الستار علي الحسين ووزير الدولة لشؤون الوحدة عبد الرزاق محيي الدين.
أسند منصب وزير العدل إلى وزير الأوقاف بالوكالة مصلح النقشبندي.
واستقال وزير الشؤون البلدية والقروية أحمد هادي الحبوبي في 23 آب 1965، ثم استقال وزير الدفاع محسن حسين الحبيب ووزير الخارجية ناجي طالب مما أضعف الوزارة، فأشار إليه الرئيس عبد السلام عارف بتقديم استقالته، فاستقال طاهر يحيى في 3 أيلول 1965.